# Längre bortom bergen
Längre bortom bergen är ett album av den svenska folkrock-gruppen Perssons Pack, släppt 1993. Det spelades in i Köpenhamn,  på Soundtrack Studios, i  juli 1993. Sedan mixades den på Atlantis Studio i Stockholm månaden efter. Producerat av bandet och Pontus Olsson.Albumet utgavs på skivbolaget Sonet Records.

## Låtförteckning
1. John Henry
2. När du är ung
3. Det liv jag älskar
4. Det var han
5. Vilken underbar värld
6. Trickster
7. Längre bortom bergen
8. Då är det inte jag
9. En lång och krokig väg
10. 20 dagar 20 nätter

## Medverkande

### Perssons Pack
- Per Persson - sång, gitarr
- Magnus Lindh - dragspel, piano, kör
- Magnus Adell - bas

### Övriga
- Ingemar Dunker - trummor, slagverk
- Jonas Axmark - gitarr, kör